# Giải thưởng Úc
Giải thưởng Úc (tiếng Anh: Australia Prize) là một giải thưởng quốc tế của Úc dành cho nghiên cứu khoa học. Trong số 28 người đoạt giải này, có 10 người không phải là công dân Úc.
Giải này được trao từ năm 1990 tới năm 2000, sau đó được thay thế bằng Giải thưởng của thủ tướng Úc cho Khoa học (Prime Minister's Prizes for Science).

## Những người đoạt giải
- 1999 - Martin A. Green và Stuart R. Wenham
- 1998 - Elizabeth Blackburn, Suzanne Cory, Alec Jeffreys và Grant Sutherland
- 1997 - Allan Snyder, Rodney Tucker và Gottfried Ungerboeck
- 1996 - Paul Janssen, Graeme Laver, Peter Colman và Mark von Itzstein
- 1995 - Kenneth G. McCracken, Andrew Green, Jonathon Huntington và Richard Moore
- 1994 - Gene Likens
- 1993 - Horace Barlow, Peter Bishop và Vernon Mountcastle
- 1992 - John Watt, Brian Sowerby, Nicholas Cutmore và Jim Howarth
- 1991 - Không trao giải
- 1990 - Allen Kerr, Eugene Nester và Jeff Schell